# Campaign to Protect Rural England
Campaign to Protect Rural England (CPRE) es una organización benéfica registrada con más de 60,000 miembros y simpatizantes. Fue formada en 1926 por Patrick Abercrombie para limitar la dispersión urbana, el CPRE pretende ser uno de los grupos ecologistas más grandes. CPRE está para un "futuro sostenible" para el campo inglés.
Hacen campañas utilizando sus propias investigaciones para presionar la opinión pública y todos los niveles de gobierno.

## Logros
CPRE ha influido en las políticas públicas relativas a la ordenación del territorio de Inglaterra, sobre todo en la formación de Parques nacionales y Áreas de Destacada Belleza Natural en 1949.
Afirma algo de crédito para el cambio lento de las políticas agrícolas en Europa de una filosofía de precios de apoyo a uno de gestión ambiental, un cambio de política que comenzó en Inglaterra.
Se han interpuesto en los últimos años campañas contra el ruido y la contaminación acústica.